# Шевалье, Поль
Поль Шевалье́ (10 сентября 1722, Амстердам — 7 марта 1796, Гронинген) — нидерландский протестантский богослов и историк.
Родился в семье морского капитана, но рано потерял отца. Учился сначала в родном городе, затем переехал в Линген (Эмс), где в 1739 году окончил гимназию, после чего поступил в Лейденский университет. Там он изучал богословие под руководством многих известных теологов того времени и 5 октября 1744 года стал кандидатом богословия, а год спустя начал работать проповедником. В 1747 был переведён в Рейсвейк, а 21 марта 1751 года получил назначение в Гронингенский университет, где стал профессором церковной истории; 8 сентября 1752 года после речи о свободе мысли был также сделан университетским проповедником. В 1753 году женился, в 1764 и 1784 годах избирался ректором университета. Был известен как талантливый оратор, на чьи лекции и проповеди приходили даже члены городского правительства.
Главный труд — Redevoeringen over de algemeene gronden der Zedeleer (Гронинген, 1770).